# 허드슨 야드 (개발)

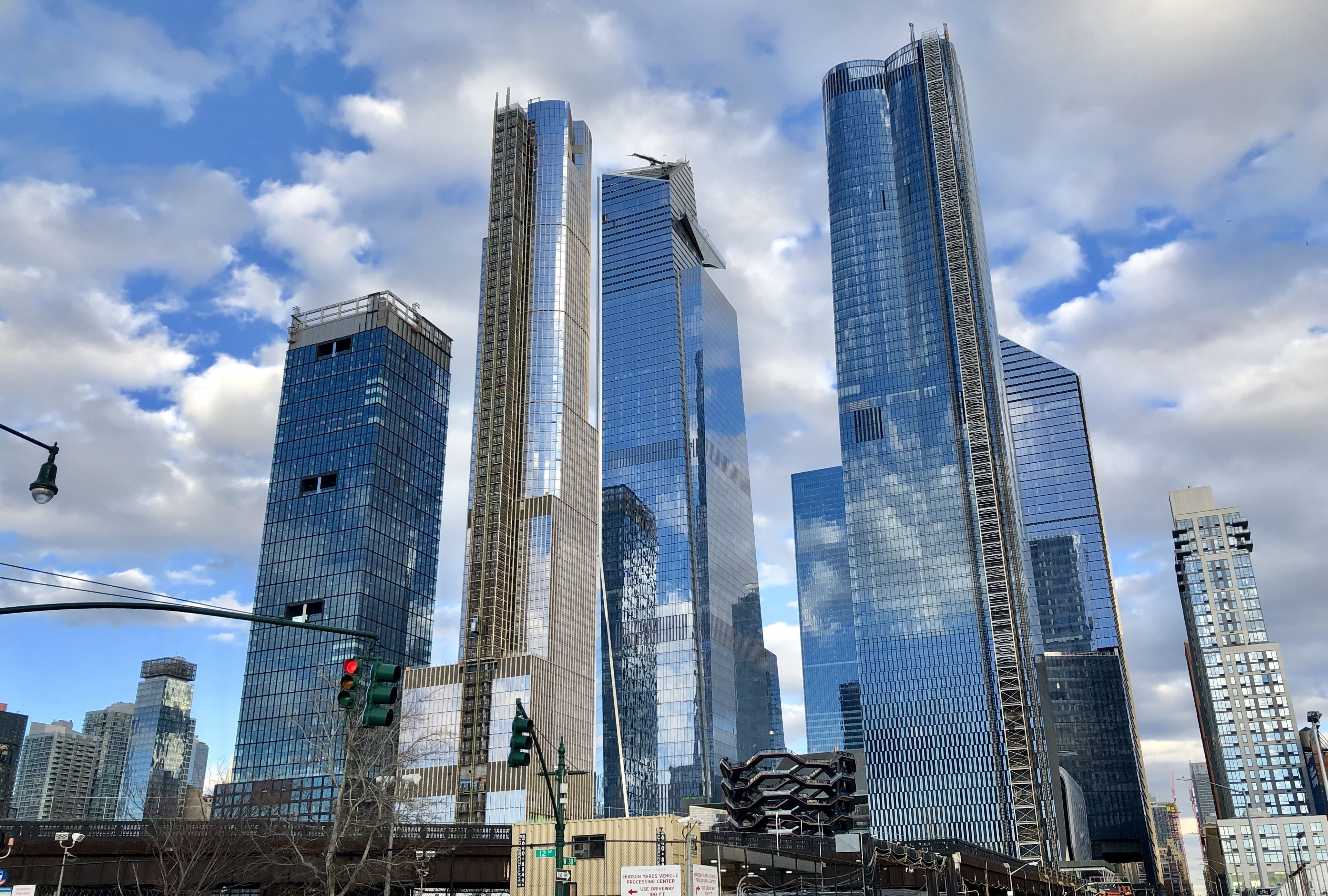
2019년 3월

허드슨 야드(Hudson Yards)는 미국 뉴욕에 개발중인 프로젝트다.

## 같이 보기
- 롯폰기 힐스